# 톰 멀케어

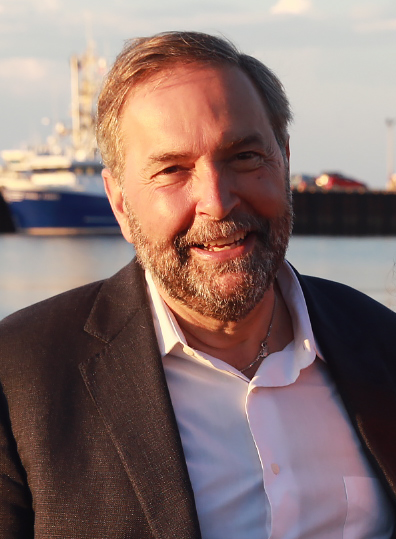
톰 멀케어

토머스 조지프 멀케어(영어: Thomas Joseph Mulcair, 1954년 10월 24일 ~ )는 캐나다의 은퇴한 정치인으로, 2012년부터 2017년까지 신민주당의 대표였다. 몬트리올 소재 맥길대학교 졸업 후 정치 활동을 시작하였다. 2007년부터 2018년까지 퀘벡 주 우트레몽 선거구의 국회의원을 지낸 그는 2012년 3월 24일 신민주당 전당대회 4차 투표에서 당대표로 선출되었다. 그 후 야권대표로 선출되었으며, 2015년 총선에서 신민주당이 참패하고 제3세력으로 추락할 때까지 직을 맡았다. 2016년 당대표 재신임 투표 결과 52%가 조기 전당대회를 지지했으며, 새 대표가 선출될 때까지는 대표직을 유지하겠다고 밝혔다. 이후 당 긴급회의에서 2년 안에 새 대표를 선출한다는 결정을 내렸고, 이에 멀케어는 2016년 5월 정계 은퇴를 선언함과 동시에 차기 총선 불출마를 선언했다. 2018년 8월 3일 몬트리올 대학교 정치학과에서 교수로 지명된 뒤 국회의원직을 사퇴했으며, CJAD, CTV News Channel, TVA의 실시간 정치평론가를 담당하게 되었다.
법조인이 본직인 그는 1974년 연방 신민주당에 입당했으며, 1994년부터 2007년까지 라발 시 쇼메데이 선거구의 퀘벡 주의원을 역임했다(다만 당적은 신민주당이 아닌 지역 자유당이었다). 2003년부터 2006년까지 장 샤레스 주지사(자유당) 밑에서 친환경개발환경공원부 장관을 지냈다. 2007년 보궐선거에서 우트레몽 선거구에 출마해 국회의원으로 당선되었으며, 곧바로 연방 신민주당의 공동부대표로 선출되었고, 3선 국회의원을 지냈다.
2011년 5월 26일 신민주당의 원내 야권대표 및 퀘벡 주 대변인으로 선출되었으며, 당대표가 될 때까지 직을 맡았다. 정계 입문 전에는 퀘벡 주정부에서 일하던 고위 공무원이었으며, 변호사업을 하기도 했었고, 대학에서 법학을 가르친 적도 있었다.